# Serie B brasiliana di rugby a 15 2005
La seconda edizione della serie B brasiliana di rugby a 15 vide al via sette squadre iscritte, iniziò il 2 aprile e si concluse il 25 giugno con la vittoria del São Paulo Athletic Club.

## Squadre Partecipanti
| Squadra    | Città        | Stato             |
| ---------- | ------------ | ----------------- |
| Charrua    | Porto Alegre | Rio Grande do Sul |
| Curitiba   | Curitiba     | Paraná            |
| Federal    | San Paolo    | San Paolo         |
| Ilhabela   | Ilhabela     | San Paolo         |
| Niterói    | Niterói      | Rio de Janeiro    |
| Rio Branco | San Paolo    | San Paolo         |
| SPAC       | San Paolo    | San Paolo         |

## Risultati

### Preliminare
| Ilhabela 2 aprile 2005 | Ilhabela | 20 – 24 | Federal |  |

| San Paolo (Brasile) 23 aprile 2005 | SPAC | 14 – 0 | Curitiba |  |

| Porto Alegre 23 aprile 2005 | Charrua | 8 – 100 | Rio Branco |  |

### Semifinale
| Niterói 4 giugno 2005 | Niterói | 110 – 8 | Federal |  |

| San Paolo (Brasile) 18 giugno 2005 | SPAC | 38 – 10 | Rio Branco |  |

### Finale
| San Paolo (Brasile) 25 giugno 2005 | SPAC | 25 – 17 | Niterói |  |